# 2乗3乗の法則
2乗3乗の法則（にじょうさんじょうのほうそく）は、工学や生物学などにおいて言及される法則。相似な形状をした2つの物体について、代表長さの2乗に比例する面積に関する物理量と、3乗に比例する体積に関する量とを比較し、このときそれぞれの量の変化の割合も、おおむね2乗と3乗のオーダーとなることを法則と呼んでいる。比較対象となる物理量は、分野や文脈によって異なる。2乗3乗法則、2乗3乗則とも呼ばれ、漢数字で「二乗三乗」と書かれることもある。

## 生物学関連の使用例
体重と脚の筋力
生物学においてバイオメカニクスの観点から、断面積に比例する（最大）筋力と、体積に比例する質量（地上では重量・重力）とが比較されることがある。例えばある昆虫を100倍に拡大したと仮定すると、体重は体積に比例すると考えられるので3乗の1,000,000倍だが、脚の筋力はその断面積に比例することから2乗の10,000倍に過ぎず、同一比率の足の太さではジャンプどころか体重を支えることも不可能になりかねない。よって大型の動物では、体躯に比して脚が太くなる傾向があり、筋肉の利きが悪い外骨格（特に歩行関連部位）構造は稀になる。
熱産生と体表からの放熱

恒温動物について考えると、体内の発熱量は肉体の容積に比例するが、体外への放熱量は体表の表面積に比例すると考えられる。したがってたとえば体長が2倍になれば発熱量は8倍になるのに対して放熱量は4倍にしかならず、体温が上がりすぎないように保つのがそれだけ難しくなる。たとえばゾウは巨大な耳介を発達させることで必要な体表面積をなんとか確保している（この耳介には、外気によって血液の温度を下げるための血管網が張り巡らされている）。
また逆に小型動物では、単位体重あたりの表面積が大型動物と比較して大きいため熱として散逸するエネルギーが非常に大きく、体温を維持するために体重にくらべて膨大な量の食物を摂る必要があり、「数時間食べないと餓死してしまう」などと言われる種も多い。
このように、恒温動物の大型化・小型化にはいずれも限界がある。
酸素消費と鰓
水中では浮力が働くため、動物の大型化には有利な環境だが、魚類のような鰓呼吸では体長が2倍になれば体重は8倍になるのに対し、鰓の表面積は4倍にしかならないので単位体重あたりの摂取できる酸素量は1/2になるため、大型化には自ずから限界があるとされる。

## 工学関連の使用例
- 航空工学や船舶工学等においては、表面積に比例する抗力や揚力と、容積に比例する搭載量あるいは質量（重量・重力）などとが比較される。
- 船舶における消費燃料量は喫水面の面積に比例し、積載量は容積に比例する。そのため、船を巨大化すれば単位積載量当たりの燃料効率は向上する。これが、タンカーやコンテナ船の巨大化が進む理由である。
- 航空機におけるジェットエンジンの出力は酸化剤として取り入れる空気の量に、すなわちエンジンの断面積に比例するが、質量は体積に比例していると考えてよい。そのため、相似形の大きさの異なるエンジンを用いる場合、少数の大型エンジンを用いるより、多数の小型エンジンを用いる方が、出力重量比を大きくすることができる。この考え方はノースロップ社によって、F-5戦闘機の設計に取り入れられた。
- ある航空機をそのまま2倍の大きさにしたとする。すると、体積は8倍になるので質量（重量）が8倍になる一方で、翼面積は4倍にしかなっていない。結局、翼面荷重が2倍も異なる、全く違う航空機になってしまうのである。
- 固体燃料ロケットの大きさを2倍にした場合、体積は8倍になるが、燃焼断面の表面積は4倍にしかならないため、増加した重量に比例した推力を得るためには燃焼速度を2倍にする必要がある[2]。そのため、大型化すればそれに応じて高速燃焼の組成の推進剤を開発する必要があり、固体推進剤の燃焼速度の問題が解決されない限り、実用上の固体燃料ロケットの大きさには上限があるとされる。
- エキスパンダーサイクルのロケットエンジンでは燃焼室とノズルで燃料を気化してターボポンプを駆動するため、推力増大に向け、エンジンを大型化すると再生冷却によって燃料を気化、膨張させるための熱を抽出している燃焼器とノズルの表面積は直径の二乗に比例して増えるが、加熱しなければならない燃料の体積は三乗に比例するので大型化すればターボポンプを駆動するために必要なガスの発生量が相対的に不足するため、エンジンの最大の推力規模は約300 kNと目され、それ以上はノズルの開口部を大きくしても、燃料ポンプのタービンを駆動するために必要な燃料を充分に加熱することが出来ない。
- 熱輸送論の観点から言及されることもある。たとえば伝熱問題を考えて、表面積に比例する放熱ないし吸熱量と、体積に比例する発熱量や質量（重量）とが比較される。動物で、これをより具体的かつ大まかに論じたものがベルクマンの法則である。動物が大型化した場合は体積の増大に比して表面積の増大が小さいので、蓄熱効率が上昇するため、恒温動物では低温地帯に生息する生物ほど、体躯が大きくなる傾向になる。逆に変温動物の場合は、外気の温度を取り入れることが優先されるので、体積に比して表面積が大きいほうが吸熱効果が高いので、低温地帯ほど体躯が小さくなる傾向にあり、これを逆ベルクマンの法則と呼ぶことがある。

この法則では物体の形状の違いについては論じていない。より詳しい議論の際には、たとえば断面二次モーメントや慣性モーメントなども考慮する必要が生じうる。
また一般に、スケールの異なる物体や系（システム）を比較する際には、無次元量の整合も求められる場合がある。たとえば、レイノルズ数は代表長さによって値が変わり、これも抗力や揚力に影響する可能性がある